# Battaglia di San Quintino (1871)
La battaglia di San Quintino fu una battaglia della guerra franco-prussiana nella quale i prussiani sconfissero i francesi che tentavano di rompere l'assedio di Parigi.
Mentre Guglielmo I di Germania assediava la capitale francese, il I Corpo d'armata di August Karl von Goeben fu inviato ad intercettare le forze francesi dislocate a nord. Dopo un primo incontro degenerato nella Battaglia di Bapaume (3 gennaio 1871), i francesi pianificarono un altro tentativo di sciogliere l'assedio.
Von Goeben marciò con il suo esercito e si imbatté nel generale Louis Faidherbe vicino a San Quintino. Il 19 gennaio i prussiani attaccarono riuscendo a riportare una vittoria, lo stesso giorno in cui Louis-Jules Trochu, capo della guarnigione di Parigi, ordinò una sortita presso Versailles, rivelatasi poi fallimentare.
San Quintino fu l'ultimo vero tentativo francese di rompere l'assedio prussiano che durava dal 19 settembre 1870.

## Battaglia

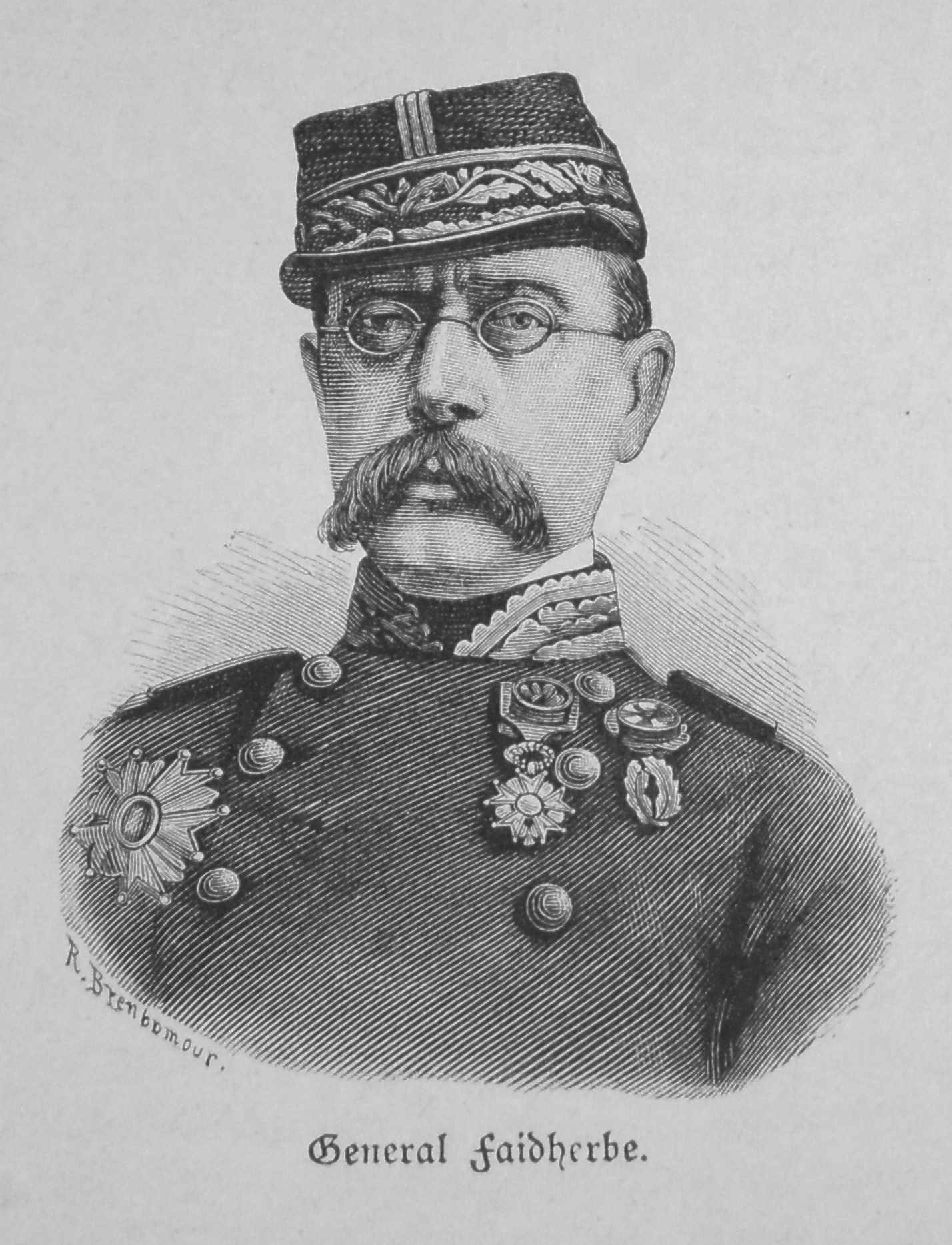
Il generale Louis Faidherbe

Il 16 gennaio colonne francesi marciarono da Cambrai per conquistare la poco difesa città di San Quintino. Goeben scoprì che Faidherbe, "il senegalese", si stava muovendo verso est e lo stesso fece anche lui al fine di intercettarlo, concentrando le sue forze tra Péronne e Ham. Goeben aveva a disposizione 4 divisioni di fanteria e una di cavalleria, più una brigata sassone inviatagli da Von Moltke, il quale si preoccupò di far procedere il XIII Corpo a Rouen, acché ne assumesse la difesa, permettendo a Goeben di ritirare la maggior parte delle sue forze dalla città.
Nel frattempo Faidherbe si trovava in grosse difficoltà a causa di un terreno ostico e dell'incapacità di riuscire a seguire una rigorosa tabella di marcia. Essendo giunto Goeben prima del nemico sull'Oise e avendolo sorpreso, le due armate si incontrarono per la battaglia il 18 gennaio su un campo che andava da Péronne a San Quintino. A Faidherbe non rimaneva altro se non ripiegare su San Quintino e dare lì battaglia. Le sorti dello scontro non erano scontate, né i francesi potevano dirsi più svantaggiati dei prussiani. Questi ultimi disponevano di un numero di forze inferiore e, in più, le colline attorno alla città rendevano difficoltoso un attacco. Ciononostante l'armata francese aveva il morale a pezzi ed era provata dalla pioggia e dal fango. Dovette accettare lo scontro e Faidherbe fu costretto ad inviare i gendarmi a recuperare i disertori riluttanti a battersi.

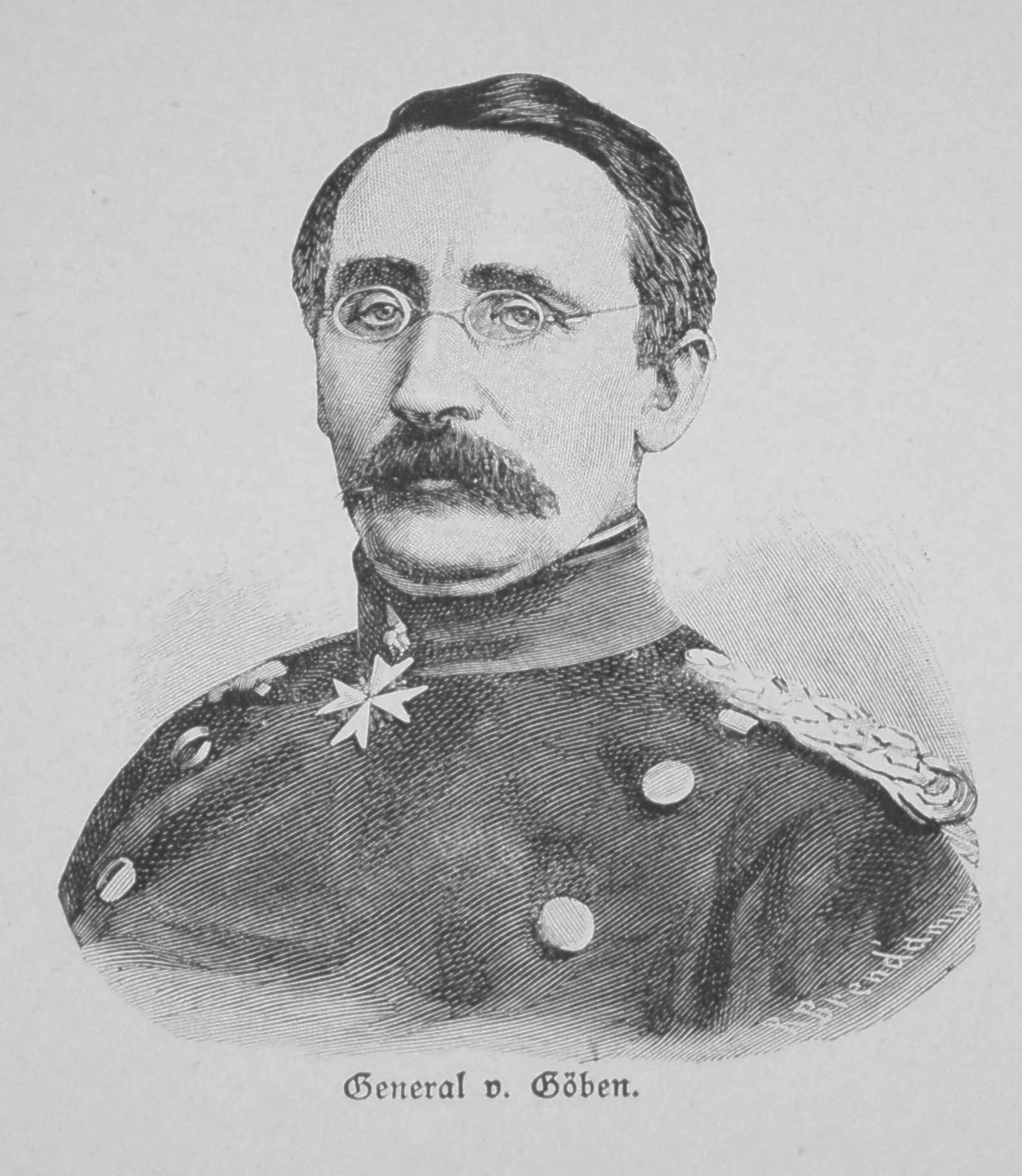
Il generale August Karl von Goeben

Il XXII corpo prese posizione presso la riva sinistra della Somme e si pose a difesa delle colline a sud est, contro gli attacchi del XVI e del III corpo, mentre il XXIII corpo a nord-ovest del fiume si sarebbe opposto agli assalti della V divisione di Goeben. La mattina del 19 gennaio, una mattina caliginosa e plumbea, i tedeschi avanzarono su entrambe le rive verso San Quintino. Esaurito l'impeto del primo assalto, Goeben operò una scelta inaspettata: anziché rafforzare il lato sinistro della battaglia, inviò rinforzi al lato destro, malgrado avesse potuto con un attacco adeguatamente sostenuto sulla sinistra tagliare ai francesi la strada per Cambrai. Nel tardo pomeriggio la difesa a sud del fiume era già soffocata e dopo circa mezzora anche il XXIII corpo soccombeva ed era contretto a ripiegare verso Faubourg Saint-Martin. Nel frattempo anche il XXII corpo era collassato e Faidherbe lo vide arretrare attraverso la Somme.
I francesi inizialmente combatterono nelle strade di San Quintino, intenzionati a resistere fino alla fine, ma in seguito il comandante francese ordinerà la ritirata definitiva delle truppe. I prussiani, per lo stato di confusione in cui si trovava la loro armata, non poterono inseguire i nemici. La mattina dopo la maggior parte dei francesi si trovò al sicuro sulla strada della ritirata.